# CCNDBP1
CCNDBP1 (англ. Cyclin D1 binding protein 1) – білок, який кодується однойменним геном, розташованим у людей на короткому плечі 15-ї хромосоми. Довжина поліпептидного ланцюга білка становить 360 амінокислот, а молекулярна маса — 40 262.
| 10         |  | 20         |  | 30         |  | 40         |  | 50         |
| ---------- |  | ---------- |  | ---------- |  | ---------- |  | ---------- |
| MASATAPAAA |  | VPTLASPLEQ |  | LRHLAEELRL |  | LLPRVRVGEA |  | QETTEEFNRE |
| MFWRRLNEAA |  | VTVSREATTL |  | TIVFSQLPLP |  | SPQETQKFCE |  | QVHAAIKAFI |
| AVYYLLPKDQ |  | GITLRKLVRG |  | ATLDIVDGMA |  | QLMEVLSVTP |  | TQSPENNDLI |
| SYNSVWVACQ |  | QMPQIPRDNK |  | AAALLMLTKN |  | VDFVKDAHEE |  | MEQAVEECDP |
| YSGLLNDTEE |  | NNSDNHNHED |  | DVLGFPSNQD |  | LYWSEDDQEL |  | IIPCLALVRA |
| SKACLKKIRM |  | LVAENGKKDQ |  | VAQLDDIVDI |  | SDEISPSVDD |  | LALSIYPPMC |
| HLTVRINSAK |  | LVSVLKKALE |  | ITKASHVTPQ |  | PEDSWIPLLI |  | NAIDHCMNRI |
| KELTQSELEL |  |            |  |            |  |            |  |            |

A: Аланін

C: Цистеїн

D: Аспарагінова кислота

E: Глутамінова кислота

F: Фенілаланін

G: Гліцин

H: Гістидин

I: Ізолейцин

K: Лізин

L: Лейцин

M: Метіонін

N: Аспарагін

P: Пролін

Q: Глутамін

R: Аргінін

S: Серин

T: Треонін

V: Валін

W: Триптофан

Кодований геном білок за функцією належить до фосфопротеїнів. 
Задіяний у таких біологічних процесах, як клітинний цикл, ацетилювання, альтернативний сплайсинг. 
Локалізований у цитоплазмі, ядрі.